# شجرة الحب المفصصة الريشية
شجرة الحب المفصصة الريشية (الاسم العلمي:Philodendron bipinnatifidum) هي نوع من النباتات تتبع جنس شجرة الحب من الفصيلة اللوفية.